# Kanton Cherbourg-Octeville-Sud-Est
Der Kanton Cherbourg-Octeville-Sud-Est war von 1973 bis 2015 ein französischer Wahlkreis im Arrondissement Cherbourg, im Département Manche und in der ehemaligen Region Basse-Normandie. Der Kanton umfasste einen Teil der früheren Gemeinde Cherbourg-Octeville und hatte 10.971 Einwohner (Stand: 2012).